# Berezlogi
Berezlogi è un comune della Moldavia situato nel distretto di Orhei di 2.224 abitanti al censimento del 2004

## Località
Il comune è formato dall'insieme delle seguenti località (popolazione 2004):
- Berezlogi (1.517 abitanti)
- Hîjdieni (707 abitanti)